# NGC 3489
NGC 3489是位于狮子座的一个透镜星系。它距离地球约3,000万光年，考虑到其外观尺寸，这意味着NGC 3489的宽度约为30,000光年。它是由威廉·赫歇尔（William Herschel）于1784年4月8日发现的。NGC 3489是狮子座星系团的成员之一。
NGC 3489有一个薄弱的星系扁球体，沿短轴看，有一个小旋臂。 NGC 3489中恒星的年龄呈梯度变化，越年轻的恒星越靠近核心。在巴耳末系中观察时，NGC 3489的中央的角速度显示一个峰值，表明在其核心存在较年轻的恒星，其年龄估计约为17亿年。尽管目前NGC 3489被认为是星暴星系，但在星系核心中仍然存在可以导致恒星形成的分子云，尽管它的质量小于星系中的活跃恒星形成的质量。在NGC 3489的核心区域中，观察到具有开放螺旋形形态的尘埃。星系具有外环结构，沿主轴线的直径为1.54弧分钟。
NGC 3489具有活动星系核，根据其光谱被归类为2型塞弗特星系，或者根据其星系核心的发射强度介于电离氢区核和低电离星系核之间，归类为一个过渡性天体。 这种过渡性的发射光谱可归因于位于星系核心的渐近巨星分支。人们认为，在星系中心积聚物质的超大质量黑洞是造成星系核活动的原因。在NGC 3489的中心，有一个黑洞，根据速度离散估计质量为（6±0.54）×106M☉。